# スノーボード選手一覧
スノーボード選手一覧（スノーボードせんしゅいちらん）は、スノーボード選手を姓の五十音順に並べた一覧。

## アルペン
- ジェシー＝ジェイ・アンダーソン（英語版） カナダ
- 飯田蘭（いいだ らん） 日本
- 上島しのぶ（うえしま しのぶ） 日本
- ベンヤミン・カール（英語版） オーストリア
- ドリス・ギュンター（英語版） オーストリア
- マウゴジャータ・ククチ（ポーランド語版） ポーランド
- シギー・グラブナー（英語版） オーストリア
- マリオン・クライナー（英語版） オーストリア
- パトリツィア・クンマー（ドイツ語版） スイス
- ブリキッテ・ケック（英語版） オーストリア
- ニコリーン・ザウエルブライ（英語版） オランダ
- フィリップ・ショッホ（英語版） スイス
- 竹内智香（たけうち ともか） 日本
- 鶴岡剣太郎（つるおか けんたろう） 日本
- ジュリア・デュモヴィッツ（ドイツ語版） オーストリア
- イザベル・ブラン（英語版） フランス
- アンドレアス・プロメガー（英語版） オーストリア
- マチュー・ボゼット（英語版） フランス
- ヤグナ・マルチュワイティス（英語版） ポーランド
- ハイジ・ノイルーラー（英語版） オーストリア
- 家根谷依里（やねたに えり） 日本
- 吉岡健太郎（よしおか けんたろう） 日本
- クラウディア・リーグラー（英語版） オーストリア
- エステル・レデツカ（英語版） チェコ
- ロス・レバグリアティ（英語版） カナダ

## フリースタイル

### スロープスタイル、ビッグエア
- ジェイミー・アンダーソン（英語版） アメリカ合衆国
- 岩渕麗楽（いわぶち れいら）[1] 日本
- 大江光（おおえ ひかる） 日本
- 岡本圭司（おかもと けいじ） 日本
- ユシ・オクサネン（フィンランド語版） フィンランド
- 鬼塚雅（おにつか みやび） 日本
- ケイティ・オーメロッド（英語版）[2] イギリス
- 角野友基（かどの ゆうき） 日本
- 栗林輝  日本
- 清水美那（しみず みな） 日本
- 正野美由季（しょうの みゆき） 日本
- シモン・チェンバレン（英語版） カナダ
- 戸田聖輝（とだ まさき） 日本
- 戸田真人（とだ まさと） 日本
- エーロ・ニエメラ（フィンランド語版） フィンランド
- ペートゥ・ピロイネン（フィンランド語版） フィンランド
- チェルスティ・ブオース（英語版） スウェーデン
- トースタイン・ホグモ（英語版） ノルウェー
- マーク・マクモリス（英語版） カナダ
- マーク・フランク・モントーヤ（英語版） アメリカ合衆国
- トラビス・ライス（英語版） アメリカ合衆国
- 藤森由香（ふじもり ゆか） 日本
- アントワンヌ・トゥルション（英語版） カナダ
- イェロ・エッタラ（フィンランド語版） フィンランド
- ヨナス・エメリー（英語版） スイス
- シャシティ・エスク・ブアス（英語版） ノルウェー
- スヴェン・ソーグレン（英語版） スイス
- ヘイキ・ソーサ（フィンランド語版） フィンランド
- 高橋成明（たかはし しげあき） 日本
- ティナ・バシッチ（英語版） アメリカ合衆国
- マクセンス・パロット（英語版） カナダ
- キム・ルネ・ハンセン（英語版） ノルウェー
- ミア・ブルックス イギリス
- ラウリ・ヘイスカリ（フィンランド語版） フィンランド
- 松井克師（まつい かつし） 日本
- 村瀬心椛（むらせ ここも） 日本
- 山崎勇亀（やまざき ゆうき） 日本

### ハーフパイプ
- 青野令（あおの りょう） 日本
- 穴井一光（あない いっこう） 日本
- アンティ・アウティ（英語版） フィンランド
- アンディ・フィンチ（英語版） アメリカ合衆国
- メイソン・アギーレ（英語版） アメリカ合衆国
- モリー・アギーレ（英語版） アメリカ合衆国
- 朝妻純子（あさづま じゅんこ） 日本
- 石原崇裕（いしはら たかひろ） 日本
- 今井孝雅（いまい たかまさ） 日本
- 今井メロ（いまい めろ） 日本
- 内山ミエ（うちやま みえ） 日本
- ルイ・ヴィト（英語版） アメリカ合衆国
- 岡田良菜（おかだ らな） 日本
- 小山内修平（おさない しゅうへい） 日本
- ケラルト・カステリェト（英語版） スペイン
- 鎌田絢子（かまた あやこ） 日本
- ケント・カリスター（英語版） オーストラリア
- クロエ・キム（英語版） アメリカ合衆国
- ダニー・キャス（英語版） アメリカ合衆国
- キャロライン・ファン・キルスドンク（英語版） オランダ
- 工藤洸平（くどう こうへい） 日本
- マシュー・クレペル（英語版） フランス
- ケリー・クラーク（英語版） アメリカ合衆国
- クレイグ・ケリー（英語版） アメリカ合衆国
- テイラー・ゴールド（英語版） アメリカ合衆国
- アリエル・ゴールド（英語版） アメリカ合衆国
- 國母和宏（こくぼ かずひろ） 日本
- マルク・コスキ（英語版） フィンランド
- ヤンネ・コルピ（フィンランド語版） フィンランド
- 蔡雪桐（英語版）（カイ・シュートン） 中国
- 史万成（英語版）（シー・ワンチョン） 中国
- 張義威（英語版）（ジャン・イーウェイ） 中国
- ジャン・シメン（英語版） スイス
- スコッティ・ジェームス（英語版） オーストラリア
- 鈴木伯（すずき はく） 日本
- 諏訪博紀（すわ ひろき） 日本
- ガリー・ゼブロウスキー（英語版） フランス
- 孫志峰（そん しほう） 中国
- 高垣誠人（たかがき まこと） 日本
- 滝久美子（たき くみこ） 日本
- 武山香里（たけやま かおり） 日本
- チョコバニラボール新井（ちょこばにらぼーる あらい） 日本
- ダニー・デイヴィス（英語版） アメリカ合衆国
- クリスティアン・ハラー（英語版） スイス
- ハンナ・テッター（英語版） アメリカ合衆国
- ゲイブ・ファーガソン（Gabe Ferguson） アメリカ合衆国
- ベンジー・ファロー（Benji Farrow） アメリカ合衆国
- ケイトリン・ファリントン（英語版） アメリカ合衆国
- トーラ・ブライト（英語版） アメリカ合衆国
- ミラベル・トヴェ（英語版） フランス
- グレッチェン・ブレイラー（英語版） アメリカ合衆国
- グレッグ・ブレッツ（英語版） アメリカ合衆国
- 中井孝治（なかい たかはる） 日本
- 中島志保（なかじま しほ） 日本
- 成田童夢（なりた どうむ） 日本
- 成田緑夢（なりた ぐりむ） 日本
- 西田崇（にしだ たかし） 日本
- 子出藤歩夢（ねでふじ あゆむ） 日本
- テリエ・ハーコンセン（英語版） スウェーデン
- 橋本通代（はしもと みちよ） 日本
- インゲマー・バックマン（英語版） スウェーデン
- ウルシナ・ハラー（英語版） スイス
- ロス・パワーズ（英語版） アメリカ合衆国
- 潘蕾（中国語版）（はん らい） 中国
- 平岡卓（ひらおか たく） 日本
- 平野歩夢（ひらの あゆむ） 日本
- 福山正和（ふくやま まさはる） 日本
- 藤田一海（ふじた かずうみ） 日本
- 伏見知何子（ふしみ ちかこ） 日本
- 布施忠（ふせ ただし） 日本
- 降旗由紀（ふりはた ゆき） 日本
- グレッチェン・ブレイラー（英語版） アメリカ合衆国
- 細川孝介（ほそかわ こうすけ） 日本
- ショーン・ホワイト（英語版） アメリカ合衆国
- 本多未沙（ほんだ みさ） 日本
- シェリル・マース（英語版） オランダ
- リスト・マッティラ（英語版） フィンランド
- 松本遥奈（まつもと はるな） 日本
- 三宅陽子（みやけ ようこ） 日本
- 宮脇健太郎（みやわき けんたろう） 日本
- 村上大輔（むらかみ だいすけ） 日本
- 村上史行（むらかみ ふみゆき） 日本
- 森奈賀子（もり ながこ） 日本
- 山岡聡子（やまおか そうこ） 日本
- 柳沢景子（やなぎさわ けいこ） 日本
- ユーリ・ポドラドチコフ（英語版） ロシア
- 吉川由里（よしかわ ゆり） 日本
- 吉田景風（よしだ まさかぜ） 日本
- ライオ田原（らいお たはら） 日本
- スコット・ラゴ（英語版） アメリカ合衆国
- ティム-ケヴィン・ラヴニャク（英語版） スロベニア
- パウリーナ・リゴツカ（英語版） ポーランド
- ミカウ・リゴツキ（英語版） ポーランド
- 李爽（ドイツ語版） 中国
- 劉佳宇（ドイツ語版） 中国
- 渡辺伸一（わたなべ しんいち） 日本
- 渡部ルミ（わたなべ るみ） 日本

## スノーボードクロス
- 岩垂かれん（いわたれ かれん）[3] 日本
- 桐村遼太（きりむら りょうた） 日本
- 田中真帆（たなか まほ） 日本
- 千村格（ちむら いたる） 日本
- 藤原香緒里（ふじわら かおり） 日本
- 桃野慎也（ももの しんや） 日本
- リンゼイ・ジャコベリス（英語版） アメリカ合衆国
- グザヴィエ・ドゥ・ラ・リュー（フランス語版） フランス
- ターニャ・フリーデン（英語版） スイス
- ベル・ブロッコフ（英語版） オーストラリア
- ヨナタン・ヨハンソン（フィンランド語版） スウェーデン
- マテウシュ・リゴツキ（ポーランド語版） ポーランド